# Leptostelma catharinense
Leptostelma catharinense là một loài thực vật có hoa trong họ Cúc. Loài này được (Cabrera) A. Teles & Sobral mô tả khoa học đầu tiên năm 2008.